# Biscúter
El Biscúter fue un microcoche fabricado en España a mediados del siglo XX por  Autonacional S.A.

## Antecedentes
La falta de materia prima y, en general, las dificultades económicas de Europa después de la Segunda Guerra Mundial, hicieron populares coches diminutos en muchos países europeos. En España la situación era más complicada, ya que la dictadura de Francisco Franco era rechazada por muchos gobiernos extranjeros. En consecuencia, España sufrió un aislamiento relativo del resto del mundo industrializado, funcionó a unos niveles inferiores de desarrollo comparado con la Europa Occidental y tuvo que desarrollar sustitutos propios de productos y tecnologías de importación difíciles de conseguir.

## Origen
El coche tiene sus orígenes en Francia, a finales de los años 1940, donde Gabriel Voisin, diseñador de aviones y titular de la prestigiosa fábrica de automóviles Voisin, diseñó un coche mínimo llamado Bi-scooter. El nombre implicaba que era del tamaño de dos motos scooter o bien una moto scooter con cuatro ruedas. En Francia, la idea no atrajo el interés de los fabricantes ni del público, pero ocurrió todo lo contrario en la España de posguerra, y finalmente vendió la licencia a la firma española Autonacional S.A. de Barcelona.
Cuando se introdujo en el mercado en 1953, el coche no tenía nombre formal y se llamaba simplemente Serie 100, pero pronto pasó a ser conocido como «Zapatilla», por su perfil similar a una zapatilla. Un chascarrillo común era «feo como un Biscúter».

## Información técnica
Estaba simplificado al mínimo, sin puertas, ventanas ni marcha atrás. El motor Hispano Villiers de un cilindro, 197 cc y dos tiempos desarrollaba 9 CV, se arrancaba con un tirador y tenía la trasmisión solamente a la rueda delantera derecha. El frenado se realizaba con un sistema poco común de tres puntos, que incluía la transmisión y cables a las ruedas traseras. Una característica realmente avanzada fue una carrocería completamente de aluminio, aunque más tarde se usara acero.
Durante la corta vida del modelo se realizaron pocas mejoras, tales como la marcha atrás o el arranque eléctrico.

## Historia
Tras un intento fallido de ofrecer el diseño primigenio en el mercado francés, Gabriel Voisin recibió la petición inesperada de su desarrollo y comercialización para España, hambrienta por aquel entonces de todo cuanto supusiese motorización.
El diseño partía de una sofisticada voluntad de reducir a su mínima expresión la movilidad, racionalizando y maximizando así los beneficios del automóvil, y obteniendo así velocidades razonables para consumos nunca vistos. Con este propósito empleaba materiales ligeros que a su vez ni siquiera requerían procesos de pintado, además de seguir el esquema entonces muy avanzado de la tracción delantera. Era un automóvil sumamente agudo y simple. Este planteamiento, si bien por su austeridad no atrajo la suficiente atención allí donde fue propuesto, era perfecto para la España de posguerra.
A partir de 1954 la sociedad Autonacional ASA, fundada por dos antiguos trabajadores de Eucort, lo fabricó con éxito en Barcelona, con medios semejantes a los que hubiese usado una empresa mayor, lo cual, junto con el acierto del propio diseño, le permitió construirlo en serie y destacar entre la pléyade de microcoches españoles, generalmente producidos de manera muy precaria. A semejanza de la inmensa mayoría de su competencia, también estaban impulsados por motores Hispano Villiers.
Las iconográficas carrocerías se empezaron a construir y redefinir en Construcciones Metàl·liques Rañé  de San Just Desvern, dirigida por los hermanos  Marcelino Rañé y Fernando Rañé planchista y padre del actor y director Ferran Rañé.
La red de concesionarios se extendió rápidamente por toda España, y el Biscúter conoció un periodo de esplendor de varios años, tras los cuales desapareció por completo. Su gama se diversificó en medio de fuertes divergencias de la directiva con versiones furgoneta y familiar, e incluso una versión discutidísima con carrocería de plástico que resultó un fracaso comercial y material.
El gobierno crea en 1950 la empresa pública SEAT, que fabricará desde 1953 bajo licencia coches de FIAT, además de autorizar poco después el establecimiento de fábricas de otras marcas como Renault en 1952 o Citroën en 1957. Al principio, incluso los modelos de diseño italiano o francés más baratos eran considerados coches de lujo, fuera del alcance del consumidor español medio. Con el paso del tiempo y el enriquecimiento del país, SEAT fue obteniendo mayores cuotas de ventas y acabó por expulsar del mercado a las marcas de coches pequeños cuando, en 1957, empezó la fabricación del modelo 600 a un precio muy competitivo.
A principios de los años 1960 terminó la venta y producción de Biscúter, tras una producción total de unos 12 000 coches. En la fase final, con el Seat 600 ya en el mercado, el Estado cortó a Autonacional el suministro de aluminio, lo que determinó que gran parte de los Biscúter de entonces en adelante fuesen de acero total o parcialmente. Este acero, contribuyendo a la heroica idiosincrasia del Biscúter se obtenía de desplegar los bidones de aceite del Plan Marshall.
Casi todos los Biscúter fueron finalmente desguazados.
En los años finales de la década de los 80 se presentó en revistas de motor españolas un proyecto para la fabricación de un Biscúter modernizado, pero la idea no pasó a hacerse realidad.[cita requerida]

### Algunos modelos

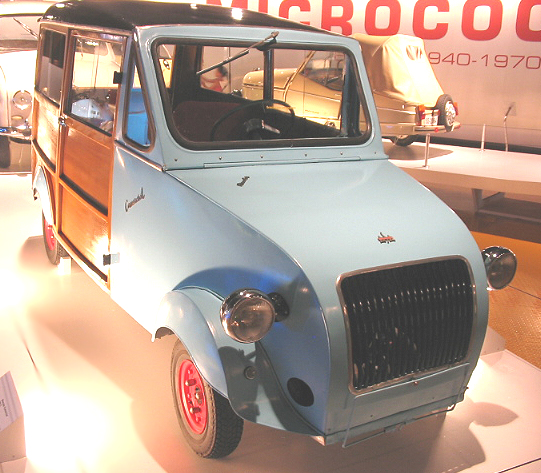
Biscúter Comercial 200 C

#### Biscúter 200 C
El Biscúter 200 C fue una versión comercial cuya producción se inició en 1957  y de la que se ensamblaron unas 200 unidades. Se le añadieron puertas y ventanas con caja de madera. También existió una versión adaptada para transportar hasta 5 pasajeros.

#### Biscúter Pegasín
También se lanzó una versión deportiva y carrozada que fue llamada Biscúter Pegasín (ver Pegaso Z 102 y Pedro Serra).

## Actualmente
Actualmente los Biscúter son curiosidades de museo, aunque, como muchas otras marcas desaparecidas, tiene seguidores entre los entusiastas del automóvil. El nombre es relativamente desconocido fuera de España y la mayoría de la información sobre la marca está en español. Su extrema rareza garantiza que cualquier ejemplar que haya sobrevivido sea un objeto de coleccionista, aunque no de un valor exageradamente alto.
Hubo un proyecto para relanzar la marca en Gerona, donde el industrial Isaac Valls hablo sobre presentar un prototipo en 2014, aunque no hubo más noticias al respecto, por lo que se considera un proyecto fallido.